# Церква Успіння Пресвятої Богородиці (Маначин)
Церква Успіння Пресвятої Богородиці в Маначині — парафія і храм греко-католицької громади Хмельницького деканату Кам'янець-Подільської єпархії Української греко-католицької церкви в селі Маначин Хмельницької области.

## Історія церкви
Метричні книги з 1716 року свідчать, що парафія в селі Маначин була греко-католицькою. Збереглися відомості про церковні речі, зокрема про Євангелії та книгу 1753 року, видану для потреб місцевого братства. У 1895 році на місці старої дерев'яної церкви звели нову, муровану, на честь Успіння Пресвятої Богородиці, для православних парафіян.
У 1997 році о. Михайло Хрипа та Маначин зареєстрували греко-католицьку громаду. Перші богослужіння проходили в тимчасовій капличці, яку згодом перенесли до будинку культури, а паралельно тривало будівництво нового храму.
Ініціаторами та місцевими жертводавцями будівництва були Євгенія Щерба та Олександра Семедець. Також кошти надходили від єпархіального управління Тернопільсько-Зборівської єпархії. У 2005 році будівництво було завершено. Єпископ Василій Семенюк урочисто освятив храм, іконостас, престол та все церковне начиння.
З 20 травня 2012 року при парафії діє спільнота «Матері в молитві», яка налічує 18 осіб. Також діють Вівтарна дружина та недільна школа.

## Парохи
- о. Микола Дверницький (з 1753),
- о. Онуфрій Крейц (до 1795),
- о. Євтимій Пашкевич (1796),
- о. Михайло Хрипа, ЧНІ (до 2010),
- о. Володимир Козак (2010—2012),
- о. Володимир Пилипчук (з 1 лютого 2012).